# Apanteles palpator
Apanteles palpator är en stekelart som beskrevs av Vladimir Ivanovich Tobias 1960. Apanteles palpator ingår i släktet Apanteles och familjen bracksteklar. Inga underarter finns listade i Catalogue of Life.